# Râul Prundeni
Râul Prundeni este un curs de apă, afluent de dreapta al râului Olt din județul Vâlcea. Se varsă în Olt în dreptul localitatății Prundeni, Vâlcea.

## Generalități
Râul Prundeni nu are afluenți semnificatici.

## Hărți
- Harta județului Vâlcea - Județul Vâlcea